# شهرستان اردبیل
اَردَبیل یا با نام های پیشین آرتاویل و اورتائل تلفظ راهنما·اطلاعات  مرکز استان اردبیل در شمال غربی ایران است. مرکز این شهرستان شهر اردبیل است.

## تقسیمات کشوری
این شهرستان از 
۶ شهر، ۳ بخش و ۱۰ دهستان تشکیل شده‌است:
- بخش مرکزی شهرستان اردبیل
  - دهستان ارشق شرقی
  - دهستان بالغلو
  - دهستان سردابه
  - دهستان شرقی
  - دهستان کلخوران

شهرها: اردبیل، خیارک (اردبیل)، وکیل‌آباد (اردبیل)،
- بخش هیر
  - دهستان فولادلوی جنوبی
  - دهستان فولادلوی شمالی
  - دهستان هیر

شهرها: هیر، آراللو
- بخش ثمرین
  - دهستان غربی
  - دهستان دوجاق

شهرها: ثمرین،
فرماندار شهرستان اردبیل: سید محمد اعتماد
استاندار شهرستان اردبیل: دکتر حامد عاملی
امام جمعه شهرستان اردبیل: حجت الاسلام والمسلمین دکتر سید حسن عاملی